# Acarospora wetmorei
Acarospora wetmorei är en lavart som beskrevs av K. Knudsen. Acarospora wetmorei ingår i släktet Acarospora och familjen Acarosporaceae.   Inga underarter finns listade i Catalogue of Life.